# 春日市立春日野小学校
春日市立春日野小学校（かすがしりつ かすがのしょうがっこう）は、福岡県春日市春日公園四丁目にある公立小学校。

## 沿革
- 1991年4月 - 春日原小学校および春日南小学校から分離・独立し、春日市で10番目の小学校として開校
- 1992年 - 文部省指定道徳教育推進校研究発表
- 1993年5月 - 春日市福祉活動推進校として指定を受ける
- 1994年2月 - 文部省学校保健統計調査実施校、同年5月には福岡県教育委員会同和教育協力校および筑紫地区同和教育研究交流推進委員会研究指定校に指定される
- 1997年2月 - 文部省学校保健統計調査実施校、同年4月には帰国生徒教育研究協力校に指定される
- 2000年 - 創立１０年記念式典挙行
- 2001年 - 春日野小ＰＴＡ文部科学大臣表彰
- 2002年11月 - 交通安全についての県警本部長賞を受賞
- 2004年 - 福岡県学校図書館コンクール最優秀賞を受賞
- 2005年 - 全国学校図書館協議会会長賞を受賞
- 2006年 - 読書活動優秀実践校として文部科学大臣表彰を受賞
- 2008年 - コミュニティスクール開始
- 2009年 - ＪＲＣ加盟登録（ＪＲＣ活動開始）
- 2010年 - 創立２０年記念式典挙行
- 2012年 - 福岡県青少年赤十字研究推進校研究発表
- 2013年 - 東日本大震災復興を願う「希望の松」植樹
- 2013年 - 筑紫地区人権・同和教育研究発表
- 2014年 - 福岡地区学校図書館教育研究発表
- 2015年 - かすがのアンビシャス文庫開館
- 2017年 - 校舎及び体育館屋上の防水工事施工
- 2019年 - 筑紫地区PTA連合会会長校
- 2020年 - 創立３０周年記念植樹式（記念式典は新型コロナウイルス感染症の影響により中止）

## 校章
梅の花をかたどったデザインの中に、春日野の「か」の文字と小学校の「小」の文字を配したもの。
梅の花びらにあたる５つの半円には、「自立の精神」「同行の精神」「指針の提供」「内省の喚起」「自信の喚起」の意味が込められている。

## 校歌
一丸章（いちまるあきら）作詞、内山信（うちやましん）作曲。春日地区にある春日神社 (春日市)の鎮守の杜や白水大池、四王寺山や宝満山、脊振山といった地域の名称が歌詞に含まれている。
校舎を「白い夢の宇宙船」と称している。

## 歴代校長
- 初代　白水由紀子
- ２代　堀内　貞夫　のち大野城市教育長（平成7年6月26日～平成15年6月25日）
- ３代　稲住　和夫　のち筑紫野市社会教育委員（令和3年6月1日～令和5年5月31日）
- ４代　吉富　修　　のち大野城市教育長（平成23年6月27日～令和3年6月25日）
- ５代　東　和男
- ６代　徳島　正実
- ７代　田中　誠　　のち学校法人春日区学園春日幼稚園園長(～令和3年3月)
- ８代　大鶴　和人　のち福岡県那珂川市立図書館長(令和3年現在）
- ９代　小森　晃
- 10代　平島　剛介
- 11代　川原　尚子

## 周辺
西脇を牛頸川が南北に流れる。わずか東に春日野中学校があり、北東方向数百メートルには福岡県立春日高等学校がある。
川を渡って南西に進めば春日神社などがある。

## 交通
最寄駅はJR大野城駅である。